# はやく逢いたい
「はやく逢いたい」（はやくあいたい）は、Dream Amiの4枚目のシングル。2017年3月22日にrhythm zoneから発売された。

## 概要
【CD+DVD】【CD】【ワンコイン盤】の3形態で発売。
2017年1月31日に同シングルの発売と同曲が『ひるなかの流星』主題歌になったことが発表された。2月18日に収録内容詳細発表とジャケット写真が公開と、サマンサタバサ「DREAM COLOR」TVCMソングに起用されることが発表された。
2月23日に、田辺秀伸が監督となり、1日が1年に感じるをモチーフに部屋の中で四季がどんどん移り変わる、不思議な空間を表現したミュージックビデオが解禁された。
映画『ひるなかの流星』が同名コミックの実写化であり、Amiが原作コミックの大ファンであることから、映画製作陣からオファーがだされ、主題歌の起用が実現した。
同曲は、週間7位（オリコンチャート2017年4月3日付）、週間7位（Billboard Japan Hot 100 2017年4月3日付）を記録した。
同年5月3日にAcoustic versionを配信。2017年7月12日発売の5枚目シングル「君のとなり」の「CD ONLY」に収録。

## 収録曲

### 【CD+DVD】
CD
1. はやく逢いたい
作詞：Dream Ami　作曲・編曲：ArmySlick
  - 『ひるなかの流星』主題歌[4]
  - 第一興商「DAM CHANNEL LIVE 2017」告知CM（Dream Amiバージョン）ソング[13]
  - Samantha Vega×ひるなかの流星 コラボCMソング[14]
2. Change my life
作詞：Shoko Fujibayashi　作曲：MATS LIE SKARE・SHIKATA・LISA DESMOND　編曲：MATS LIE SKARE
  - サマンサタバサ「DREAM COLOR」TVCMソング[6]
3. Alright!
作詞：HIROMI　作曲：FAST LANE・ERIK LIDBOM・MARIA MARCUS　編曲：ERIK LIDBOM
4. はやく逢いたい (Instrumental)

DVD
1. はやく逢いたい (Video Clip）

### 【CD】
1. はやく逢いたい
2. Change my life
3. Alright!
4. はやく逢いたい (Instrumental)
5. Change my life (Instrumental)
6. Alright! (Instrumental)

### 【ワンコイン盤】
1. はやく逢いたい